# Antonio Soda (magistrato)
Antonio Soda (Melfi, 28 gennaio 1943 – Reggio Emilia, 1º settembre 2014) è stato un magistrato e politico italiano.

## Biografia
Dopo la laurea in giurisprudenza all'Università degli Studi di Parma, conseguita col massimo dei voti, entra in Magistratura appena venticinquenne a Reggio Emilia, dove trasferisce la sua residenza. In carriera ricopre le funzioni di giudice istruttore, giudice di sorveglianza, giudice del lavoro e giudice del dibattimento. In seguito diviene consigliere presso la Corte di Appello di Bologna prima, e magistrato di Cassazione poi.
Nel 1994 si dimette dalla magistratura per dedicarsi alla politica senza vincoli e conflitti di interessi. Eletto alla Camera dei deputati nella XII, XIII e XIV Legislatura prima con i Progressisti e poi con L'Ulivo (restando in carica dal 1994 al 2006), assurge alla notorietà per i lavori alla Commissione parlamentare per le riforme costituzionali del 1997. Messa fine alla sua esperienza parlamentare, pratica come avvocato patrocinante in Cassazione.
Insegna Istituzioni parlamentari europee e storia costituzionale al Master di Scienze Politiche alla Sapienza - Università di Roma.
Scrive letteratura tecnica per le riviste Il Ponte, Aggiornamenti Sociali, Appunti di cultura e di politica, e per la Enciclopedia del Diritto, e la Enciclopedia di economia. È autore di saggi e romanzi, tra i quali: Testimonianze dalla Cambogia, Que pasa en Cuba: rapporto dall'isola dei Caraibi, Le organizzazioni internazionali. Politica, economie, società, Ordinamento comunitario e diritto nazionale, Le riforme istituzionali: la transizione incompiuta, Dialogo sulla sovrana autorità, ovvero la giustizia, le donne e il melodramma, Benedetto, putto soprano, ovvero del potere, della musica e dell'amore, Claudia, la signora ribelle.
Muore a Reggio Emilia il 1º settembre 2014.